# Colus pubescens
Colus pubescens, tên tiếng Anh: hairy colus, là một loài ốc biển, là động vật thân mềm chân bụng sống ở biển trong họ Buccinidae.